# Théorie du complot de Big Pharma
La théorie du complot de Big Pharma est une théorie du complot selon laquelle les établissements médicaux, et les compagnies pharmaceutiques en particulier, s'organisent entre eux et de façon consciente en dépit du bien commun, à des fins financières, notamment par l'intermédiaire du lobby pharmaceutique.
Cette théorie incite notamment la population à éviter la vaccination, bien que l'Organisation mondiale de la santé rappelle que la vaccination est l’une des interventions sanitaires les plus efficaces et les plus économiques. 

## Histoire et définition
Le terme de Big Pharma est utilisé pour désigner collectivement l'industrie pharmaceutique mondiale ou le plus souvent, une sélection des cinq ou dix plus grosses entreprises mondiales de pharmacie. Selon Steven Novella, le terme en est venu à désigner une forme diabolisée de l'industrie pharmaceutique. Pour le professeur de littérature Robert Blaskiewicz de la Stockton University, les théoriciens de la conspiration « utilisent le terme de Big Pharma comme abréviation pour désigner une entité abstraite formée de sociétés, d'organismes de réglementation, d'ONG, de politiciens, et souvent, de médecins, partageant un intérêt pour la prescription de produits pharmaceutiques qui leur rapportent de gros revenus ». 
Selon Blaskiewicz, la théorie du complot de Big Pharma a quatre grands traits : 
1. Le complot est commis dans un but malveillant ;
2. le grand public est ignorant de la vérité ;
3. l'absence d'éléments de preuve tient lieu de preuve ;
4. les arguments avancés à l'appui de la théorie du complot sont irrationnels, erronés, ou contiennent d'autres erreurs.

## Manifestations
Cette théorie du complot a une variété de manifestations spécifiques. Chacune d'elles a différentes versions, mais elles ont pour point commun la responsabilité de Big Pharma. 

### Traitements alternatifs
Dans Natural Cures "They" Don't Want You to Know About, Kevin Trudeau propose des remèdes naturels pour des maladies graves telles que le cancer, l'herpès, l'arthrite, le sida, les reflux gastro-œsophagien, diverses phobies, la dépression, l'obésité, le diabète sucré, la sclérose en plaques, le lupus érythémateux disséminé, le syndrome de fatigue chronique, le trouble du déficit de l'attention avec ou sans hyperactivité et la dystrophie musculaire de Duchenne, affirmant que ces remèdes sont tous délibérément cachés et supprimés d'accès au public par la Food and Drug Administration, la Federal Trade Commission, et la plupart des entreprises de l'alimentation et du médicament. Ce livre s'est avéré ne contenir aucun traitement. Kevin Trudeau a été l'objet de multiples condamnations pour vol et fraude, et purge une peine de 10 ans dans une prison fédérale.

### VIH/sida
En 2006 dans une colonne pour Harpers magazine, la journaliste Celia Farber a prétendu que la névirapine fait l'objet d'un complot par le « complexe médico-scientifique » pour favoriser la propagation de médicaments toxiques. Farber a dit que le sida n'est pas causé par le VIH, et que la névirapine a été administrée de manière non-éthique à des femmes enceintes pendant des essais cliniques, ce qui entraîne la mort. Les allégations de Farber ont été réfutées par les scientifiques, mais selon Seth Kalichman (en), la publicité qui en a résulté a créé une percée pour la contestation de la responsabilité du VIH dans le SIDA.

### Cannabis médical
La théorie du complot de Big Pharma est invoquée de façon différente dans le cas du cannabis médical, puisque l'industrie pharmaceutique est relativement ouverte à ce sujet. En raison des intérêts financiers de certaines compagnies pharmaceutiques, des inquiétudes liées à l'industrie du cannabis médical pèsent sur les ventes de médicaments d'ordonnance, l'industrie pharmaceutique (avec l'aide de l'industrie de l'alcool) a ouvertement fait pression et mené une campagne intense contre la dépénalisation et la légalisation du cannabis médical, dont des entreprises comme Insys Therapeutics Inc. (fabricant de l'analgésique fentanyl), qui a dépensé 500 000 $ pour de la publicité à l'encontre de la Proposition 205. Insys a directement admis qu'en tant qu'investisseur de dépôt, la légalisation de la marijuana pourrait « considérablement limiter (notre) succès commercial ».

### Autisme causé par la vaccination
Une controverse scientifique relative au rôle joué par la vaccination dans l'autisme a donné lieu à des théories du complot. Bertrand Jordan cite en exemple l'introduction de l'ouvrage de la journaliste et essayiste française Sylvie Simon, publié en 2007 chez Guy Trédaniel : Autisme et vaccination : Responsable mais non coupable !. Elle y affirme que les pouvoirs publics prétendraient que l'autisme est d'origine génétique afin de cacher l'existence d'une épidémie d'autisme d'origine vaccinale à la population. De même, le médecin retraité François Choffat estime que les médecins participant à la conférence de Simpsonwood en 2000 « se sont surtout préoccupés de ne pas révéler ces informations [à propos des vaccins contenant du mercure] au public », et ont ensuite mandaté une étude pour démentir tout lien entre vaccins, mercure et autisme. David Icke évoque une conspiration reptilienne mondiale.
De nombreux articles du mouvement antivaccination, utilisant principalement les médias alternatifs, évoquent la responsabilité de Big Pharma dans la multiplication de cas d'autisme par la vaccination, dont la preuve scientifique n'a jamais été apportée,.

## Réception
Steven Novella écrit que, bien que l'industrie pharmaceutique mérite à juste titre la critique par un certain nombre d'aspects, la diabolisation est à la fois cynique et intellectuellement paresseuse. Novella estime que les attaques exagérées sur Big Pharma détournent l'attention des professionnels de l'industrie pharmaceutique de problèmes considérés comme réellement critiques.
Ces théories peuvent s'appuyer sur des pratiques bien réelles, telle que l'opacité de mise lors réunions du Dolder, les conflits d'intérêts très fréquents dans la recherche qui favorisent exagérément les nouveaux médicaments et la mise en vedette des médecins rétribués dans les médias, ou encore sur des scandales comme celui du Vioxx ou du Mediator, qui ont montré qu'« effectivement les industriels ont parfois des stratégies extrêmement poussées pour biaiser les savoirs sur leur produit ou pour maintenir leur produit sur le marché malgré ses effets secondaires ». Toutefois, pour Boris Hauray, chargé de recherche à l’Institut de recherche interdisciplinaire sur les enjeux sociaux (INSERM), si l'on ne peut exclure l'intérêt de l'industrie pharmaceutique pour certaines médecines alternatives, il est peu probable qu'il y ait de stratégie extrêmement forte ou que ce soit une priorité pour les industries pharmaceutiques de lutter contre elles.